# マルタケビル
マルタケビルは、新潟県新潟市中央区東大通の新潟駅前にあるオフィスビルである。1964年（昭和39年）から存在していた旧マルタケビルを全面建て替えして2020年1月に竣工した。1階には商業テナントが入るほか、最上階には「マルタケホール」を備える。

## 沿革

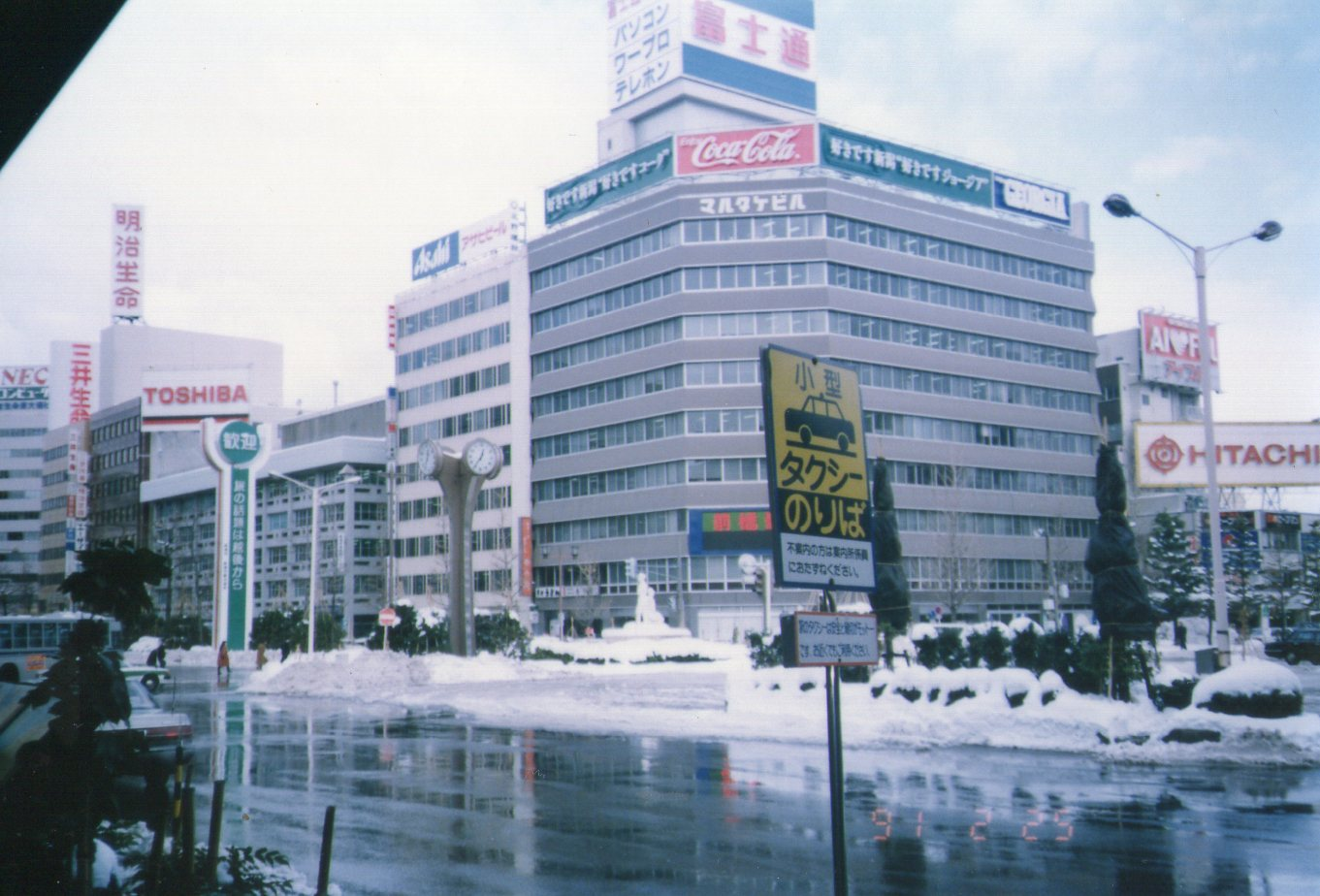
1991年2月のマルタケビル

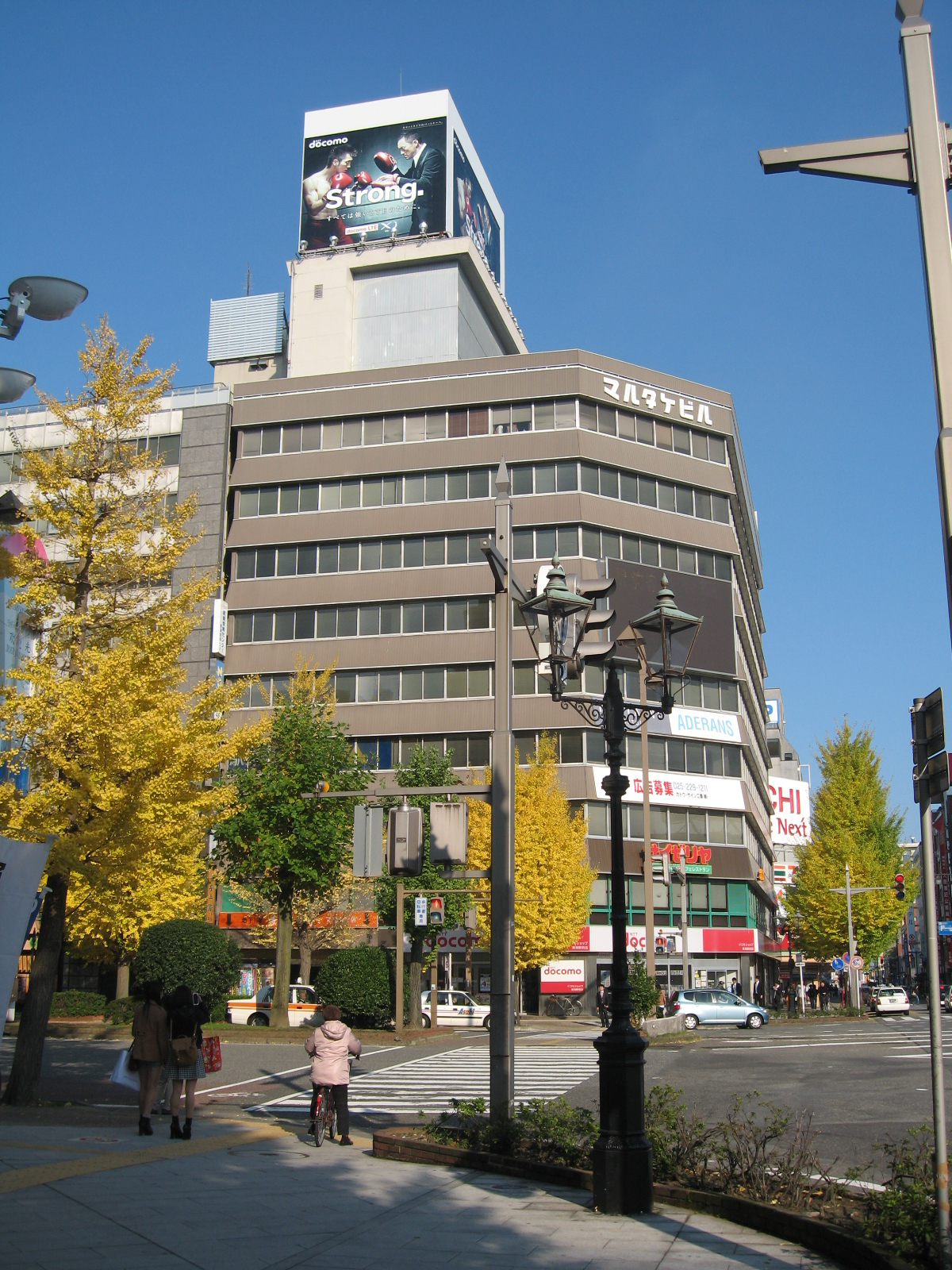
建て替え前のマルタケビル。冒頭の写真とほぼ同じ位置から撮影（2013年11月）

旧ビルは1958年の新潟駅の現在地への移転後に行われた「新潟駅前土地区画整理事業」の敷地に建設され、1964年に完成した。当初は低層階は「マルタケデパート」として営業されていた。解体前の時点では地上9階（一部13階）、地下1階建てのRC造で、店舗・事務所の延床面積は約9,600 ㎡であった。
老朽化のため2017年頃から解体が行われ、新ビルへの建て替えが行われた。隣接するCOI新潟ビル（通称「物産ビル」、1965年竣工）も老朽建て替えが検討されていたことから、2ビル共同での事業が一時期模索されていたとの報道もある（実現には至らなかった）。
当ビルは新潟駅万代口から見える最初のビルの一つであり、「駅前の顔」とも呼ばれている。

## 交通アクセス
- 新潟駅万代口より徒歩約1分